# Kastell Comolău

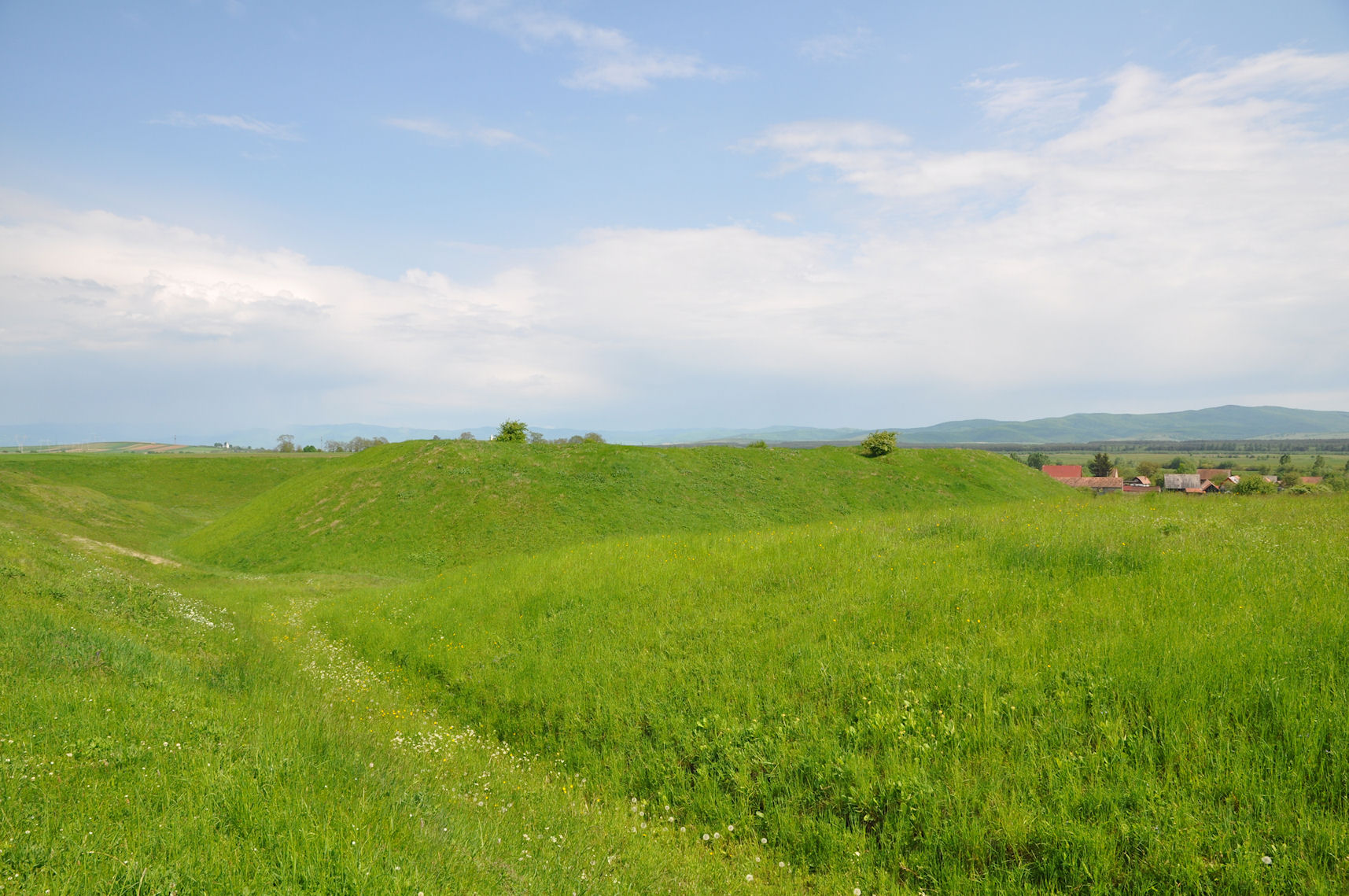
Kastell Reci (2011)

Kastell Comolău (Schreibweise auch Comalău, zuweilen auch Kastell Reci genannt) war ein römisches Hilfstruppenlager auf dem Gemeindegebiet von Reci, Kreis Covasna in der rumänischen Region Siebenbürgen. Gemeinsam mit insgesamt 277 Stätten des Dakischen Limes wurde das Kastell Comolău 2024 zum UNESCO-Weltkulturerbe erhoben.

## Lage
Im heutigen Siedlungsbild befindet sich das Bodendenkmal am nordwestlichen Rande des Dorfes Reci in der Flur „Värhegy“. Es lässt sich durch eine vieleckförmige Bodenverformung noch gut im Gelände erkennen, wurde jedoch durch eine mittelalterliche Befestigung überbaut. Topographisch liegt das ehemalige Kastell auf einem Hochplateau oberhalb des Baches Piriul Negru, unweit der Stelle, an der dieser in den Olt mündet. In antiker Zeit oblag der Kastellbesatzung die Überwachung der Straßen an einem Verkehrsknotenpunkt.

## Archäologische Befunde
Archäologische Ausgrabungen fanden in den Jahren 1909 bis 1910 (durch Vilmos Csutak und Ferenc László), sowie 1942 unter der Leitung von Zoltán Székely statt. Während diese Untersuchungen konnte nur eine einzige Steinbauphase gesichert nachgewiesen werden, eine weitere Steinbauperiode wird aber mit an Sicherheit grenzender Wahrscheinlichkeit vermutet. Greifbare Resultate erbrachten die Sondierungen, mit denen die Umwehrung und ihre Tore geschnitten wurden, während die Untersuchungen des Kastellinneren weitestgehend ergebnislos blieben.
Das Kastell hatte einen ungewöhnlichen und ungleichmäßigen, pentagonalen Grundriss mit Abmessungen von 70 m, 70 m, 40 m, 50 m und 20 m, woraus eine Gesamtfläche von lediglich 0,2 Hektar resultierte. Laut Nicolae Gudea war es von einer 1,50 m bis 2,00 m mächtigen Wehrmauer in der Technik des Opus incertum umgeben. An der Nordwest-, Südwest- und Südostecke wurden rechteckige, nach außen vorspringende Ecktürme mit einem Grundriss von sieben mal neun Metern festgestellt. Zwei ebenfalls rechteckige und vorspringende, ähnlich große Zwischentürme wurden an der Süd- und an der Westseite identifiziert. Kurt Horedt vermutete 1974 eine zweite Bauphase und – aufgrund von Keramikfunden aus dem vierten Jahrhundert – eine poströmische Weiternutzung der kleinen Festung.
Die Münzreihe beginnt mit einer Prägung des Vespasian (69 bis 79) und endet mit einer des Philippus Arabs (244 bis 249). Der einzig epigraphisch relevante Hinweis, der auf einen in Reci stationierten römischen Truppenteil verweist, ist ein Ziegelstempel mit der Inschrift COHH. Zoltán Székely wies diesen Stempel der Cohors I Hispanorum zu, die im Kastell Brețcu stationiert war und möglicherweise das Kastell Comolău mit einer kleineren Vexillation bemannte. Felix Marcu vermutet, dass dies nur zu einem bestimmten Zeitpunkt der Fall gewesen sei und dass das Kastell im Laufe der Zeit seiner Existenz von verschiedenen Garnisonen der Region mit Vexillationen beschickt worden sei.

## Fundverbleib und Denkmalschutz
Die archäologischen Funde aus dem Kastell Comolău wurden dem Muzeul Judetean Covasna (Kreismuseum Covasna) in Sfântu Gheorghe überlassen, aus dem das heutige Muzeului Naţional Secuiesc (Székely Nationalmuseum) hervorging.
Die gesamte archäologische Stätte und im Speziellen das Kastell stehen nach dem 2001 verabschiedeten Gesetz Nr. 422/2001 als historische Denkmäler unter Schutz und sind mit dem LMI-Code CV-I-s-A-13057 in der nationalen Liste der historischen Monumente (Lista Monumentelor Istorice) eingetragen. Zuständig ist das Ministerium für Kultur und nationales Erbe (Ministerul Culturii şi Patrimoniului Naţional), insbesondere das Generaldirektorat für nationales Kulturerbe, die Abteilung für bildende Kunst sowie die Nationale Kommission für historische Denkmäler sowie weitere, dem Ministerium untergeordnete Institutionen. Ungenehmigte Ausgrabungen sowie die Ausfuhr von antiken Gegenständen sind in Rumänien verboten.